# Tihava
Tihava je vesnice, část obce Kotopeky v okrese Beroun ve Středočeském kraji. Tihava navazuje na Kotopeky, na východě přiléhá ke dvěma vrcholům (350, 345) na jihu pak na Alej v Kotopekách vedoucí podél lesa Bažantnice, jihozápad vesnice obtéká stejnojmenný potok vlévající se do potoka Červeného, který ji chrání ze západu a pokračuje dále směrem k Praskolesům. Vede tudy zelená turistická stezka, která přichází z Hořovic a dále pokračuje směrem na Lochovice.

## Historie
První písemná zmínka o Tihavě pochází z roku 1393, kdy ve vsi sídlil Mareš z Tihavy.

## Obyvatelstvo
| Rok            | 1869 | 1880 | 1890 | 1900 | 1910 | 1921 | 1930 | 1950 | 1961 | 1970 | 1980 | 1991 | 2001 | 2011 | 2021 |
| -------------- | ---- | ---- | ---- | ---- | ---- | ---- | ---- | ---- | ---- | ---- | ---- | ---- | ---- | ---- | ---- |
| Počet obyvatel | 127  | 134  | 131  | 159  | 216  | 211  | 208  | 170  | 175  | 165  | 181  | 167  | 166  | 173  | 174  |
| Počet domů     | 23   | 22   | 27   | 29   | 31   | 37   | 47   | 48   | 48   | 48   | 55   | 71   | 73   | 75   | 78   |

## Obecní správa
Při sčítání lidu v letech 1850–1919 byla Tihava osadou obce Velká Víska v okrese Hořovice. V letech 1919–1960 byla osadou města Hořovice, se kterým patřila nejprve do okresu Hořovice, od roku 1960 do okresu Beroun. Od 1. července 1960 do 31. prosince 1979 byla částí obce Kotopeky v okrese Beroun. Od 1. ledna 1980 do 23. listopadu 1990 byla částí obce Praskolesy v okrese Beroun. Od 24. listopadu 1990 je opět částí obce Kotopeky v okrese Beroun.

## Pamětihodnosti
- Kaplička svatého Jana Nepomuckého a tvrziště
- Válcovna (čp. 24)
- Mohylník v lese východně od vesnice